# おもちゃのBANBAN
おもちゃのBANBAN（おもちゃのバンバン）は、靴の量販店を展開していた靴のマルトミがかつて運営していた玩具店。

## 概要
1985年から展開。マルトミグループの事業として参入した経緯から、マルトミグループの靴店舗の隣に出店していた店舗もあった。
2000年に靴のマルトミが民事再生手続の開始を申立て（民事再生法の適用申請）をしたことにより撤退したが、一部のフランチャイズ店舗はフランチャイズ経営の形で店舗名そのままに存続している。
同業の「チヨダ」も「ハローマック」等を運営し、一部店舗はチヨダグループの靴店舗を併設していたが、同様に撤退している。各店舗の規模もこちらと同等であった。

## 現在の店舗
店舗名は全て「おもちゃのBANBAN○○店」。
- 大阪府高槻店（高槻市）
  - 元々あった如是町にて一度は閉店後、寿町3丁目→寿町1丁目と移転。カードゲーム専門店として営業。
- 沖縄県宮古店（宮古島市）
  - 現在は株式会社野津商事による経営[1]。

## 過去の店舗

### 東日本
北海道
- 江別店（江別市）
- 入江店（釧路市）
- 鳥取店（釧路市）
- 春採店（釧路市）
- 帯広店（帯広市）
- 稚内店（稚内市）
- 士別店（士別市）
- 音更店（河東郡音更町）
- 八雲店（二海郡八雲町）
- 札内店（中川郡幕別町）
- 北見店（北見市）
- 駒場店 (日高郡新ひだか町)
- 青山店（網走郡美幌町）
- 新中野店（苫小牧市）

約200m先に苫小牧靴流通センターが存在した。
- 錦岡店（苫小牧市）

苫小牧靴流通センター、ジーンズショップフロムUSA併設
- 北光店（苫小牧市）

青森県
- 黒石店（黒石市）
- 十和田店（十和田市）
- 弘前店（弘前市）

岩手県
- 高松店（盛岡市）
- 仙北店（盛岡市）
- 北上店（北上市）
- 二戸店（二戸市）

宮城県
- 築館店 （栗原市）
- 石巻南店（石巻市）
- 八木山店（太白区）
- 大河原店（大河原町）
- 多賀城店（多賀城市）
- 角田店（角田市）

秋田県
- 八橋店（秋田市）

山形県
- 米沢店（米沢市）
- 南陽店（南陽市）

福島県
- 泉店（福島市）
- 会津若松店（会津若松市）
- 相馬店（相馬市）
- 喜多方店（喜多方市）

靴のマルトミ撤退後はおもちゃ屋本舗による経営。レシートには「おもちゃ屋本舗BANBAN喜多方店」と表示されていた。2021年3月21日に閉店。
茨城県
- 田彦店（ひたちなか市）
- 牛久店（牛久市）

栃木県
- 栃木店（栃木市）
- 店名不明（高根沢町）

群馬県
- 前橋店（前橋市）
- 渋川店（渋川市）
- 安中店（安中市）

埼玉県
- 上尾店（上尾市）

千葉県
- 木更津店（木更津市）

東京都
- 多摩ニュータウン店（八王子市）

新潟県
- 柏崎店（柏崎市）
- 新発田店（新発田市）
- 村上店（村上市）

富山県
- 姫野店（高岡市）

石川県
- 金沢元町店（金沢市）
- 金沢藤江店（金沢市）
- 加賀店(加賀市)

福井県
- 福井東店（福井市）
- 種池店（福井市）
- 鯖江店（鯖江市）
- 武生店（武生市<現・越前市>）
- 敦賀店（敦賀市)

長野県
- 稲田店（長野市）
- 中野店（中野市）
- 須坂店（須坂市）
- 上田店（上田市）
- 小諸店（小諸市）
- 松本店（松本市）
- 穂高店(穂高町＜現・安曇野市＞）
- 塩尻店（塩尻市）
- 諏訪店（諏訪市）
- 伊那店（伊那市）

静岡県
- 城北店（静岡市<現・静岡市葵区>）
- 浜松店（浜松市浜松市北区三方原町）
- 浜岡店（榛原郡浜岡町<現・御前崎市>）
- 函南店（田方郡函南町）

愛知県
- グリーンロード店（長久手市）
- 太平通店（名古屋市中川区）
- 小幡店（名古屋市守山区）
- 瀬戸店（瀬戸市）
- 常滑店（常滑市）

岐阜県
- 高山店（高山市）
- 大垣店（大垣市）
- 中津川店（中津川市）

可児店（セリア経て閉店）
土岐店（現在は東京靴流通センター）
瑞浪店（現在はブックタウン）
三重県
- 松阪南店（松阪市）

### 西日本
大阪府
- 八田店（堺市<現・堺市中区>）
- 柏原店（柏原市）
- 大阪狭山店（大阪狭山市）
- 岸和田店（岸和田市）
- 羽倉崎店（泉佐野市）

兵庫県
- 西明石店（神戸市西区）
- 砥堀店（姫路市）
- 福崎店（神崎郡福崎町）
- 網干店（姫路市）
- 和田山店(和田山町＜現・朝来市＞）

滋賀県
- 八日市店（東近江市）

和歌山県
- 和歌山店（和歌山市）
- 御坊店（御坊市）

鳥取県
- 吉方店（鳥取市）
- 米子店（米子市）

島根県
- 松江店（松江市）
- 益田店（益田市）

岡山県
- 円山店（岡山市<現・岡山市中区>）
- 倉敷北店（倉敷市）

広島県
- 三原店（三原市）

山口県
- 新山口店（山口市）
- 山口湯田店?（山口市）

現在は米沢園芸山口店（生花店）に改装。近隣には建物形状が似ている「ハローマック」山口大内店もあり、こちらはゲオ山口店に改装されている。
- 萩店（萩市）
- 武久店（下関市）
- 防府店 （防府市）
- 新南陽店 （周南市）
- 下松店（下松市）

現在はカメラのキタムラ下松店に改装。
徳島県
- 徳島店（徳島市）

香川県
- 綾南店（綾歌郡綾南町<現・綾川町>）

愛媛県
- 西条店（西条市）

高知県
- 野市店（香美郡野市町<現・香南市>）

福岡県
- 歯科大前店（福岡市早良区）
- 戸畑店（北九州市小倉北区）
- 幸袋店（飯塚市）
- 田川店（田川市）
- 田川南店（田川郡川崎町）
- 片縄店（筑紫郡那珂川町<現・那珂川市>）

佐賀県
- 唐津店（唐津市）
- 伊万里店（伊万里市）

長崎県
- 東長崎店（長崎市）
- 佐世保店（佐世保市）
- 佐々店（北松浦郡佐々町）

2017年3月31日をもって閉店。
- 大村店（大村市）
- 諫早店（諫早市）
- 島原店（島原市）

熊本県
- 店名不明（熊本市<現・熊本市南区>）

現在は古着店「ユーズドショップ五番街けやき通り店」（建物現存）
- 出町店（熊本市<現・熊本市西区>）
- 本渡店（天草市）
- 大津店（菊池郡大津町）

大分県
- 南大分店（大分市）
- 臼杵店（臼杵市）
- 佐伯店（佐伯市）

宮崎県
- 大塚店（宮崎市）
- 延岡店（延岡市）

鹿児島県
- 中山店（鹿児島市）
- 谷山店（鹿児島市）
- 志布志店 (志布志町<現･志布志市>)
- 国分店（国分市<現・霧島市>）
- 種子島店（西之表市）

沖縄県
- 石垣店（石垣市）